# Twierdzenie Frobeniusa (centralizator macierzy)
Twierdzenie Frobeniusa – twierdzenie o centralizatorze macierzy noszące nazwisko Ferdinanda Georga Frobeniusa.
Jeśli {\displaystyle A} jest macierzą kwadratową stopnia {\displaystyle n} nad ciałem {\displaystyle F,} {\displaystyle d_{i}} są czynnikami niezmienniczymi macierzy charakterystycznej {\displaystyle A-XI} nad pierścieniem wielomianów {\displaystyle F[X],} a {\displaystyle D_{i}} są największymi wspólnymi dzielnikami minorów stopnia {\displaystyle i} macierzy charakterystycznej {\displaystyle A-XI} dla {\displaystyle i=1,2,\ldots ,n,} to zbiór {\displaystyle Z(A)} wszystkich macierzy kwadratowych stopnia {\displaystyle n} nad ciałem {\displaystyle F} przemiennych z {\displaystyle A} jest podprzestrzenią przestrzeni macierzy o wymiarze
{\displaystyle \dim Z(A)=\displaystyle \sum _{i,j=1}^{n}\min(\deg d_{i},\deg d_{j})=2\displaystyle \sum _{i=1}^{n}\deg D_{i}-n,}
gdzie {\displaystyle \deg } oznacza stopień wielomianu.